# Віслинські бульвари
Віслинські бульвари (пол. Bulwary Wiślane) — історичні гідротехнічні споруди в Кракові вздовж річки Вісли. Наприкінці XIX і початку XX століть гідротехнічні споруди по берегах річки Вісли охороняли Краків від повеней; в даний час бульвари є парковою зоною і місцем відпочинку. Гідротехнічні споруди складаються головним чином з високих і поздовжніх підпірних стін, що обмежують русло Вісли. У верхній частині гідротехнічних споруд розташовуються різні спуски до річки і пішохідні доріжки, обсаджені деревами. Вісліинські бульвари внесені до Реєстру охоронюваних пам'яток Малопольського воєводства. Бульвари входять в туристичний маршрут «Краківський шлях техніки» (об'єкт № 14).

## Історія

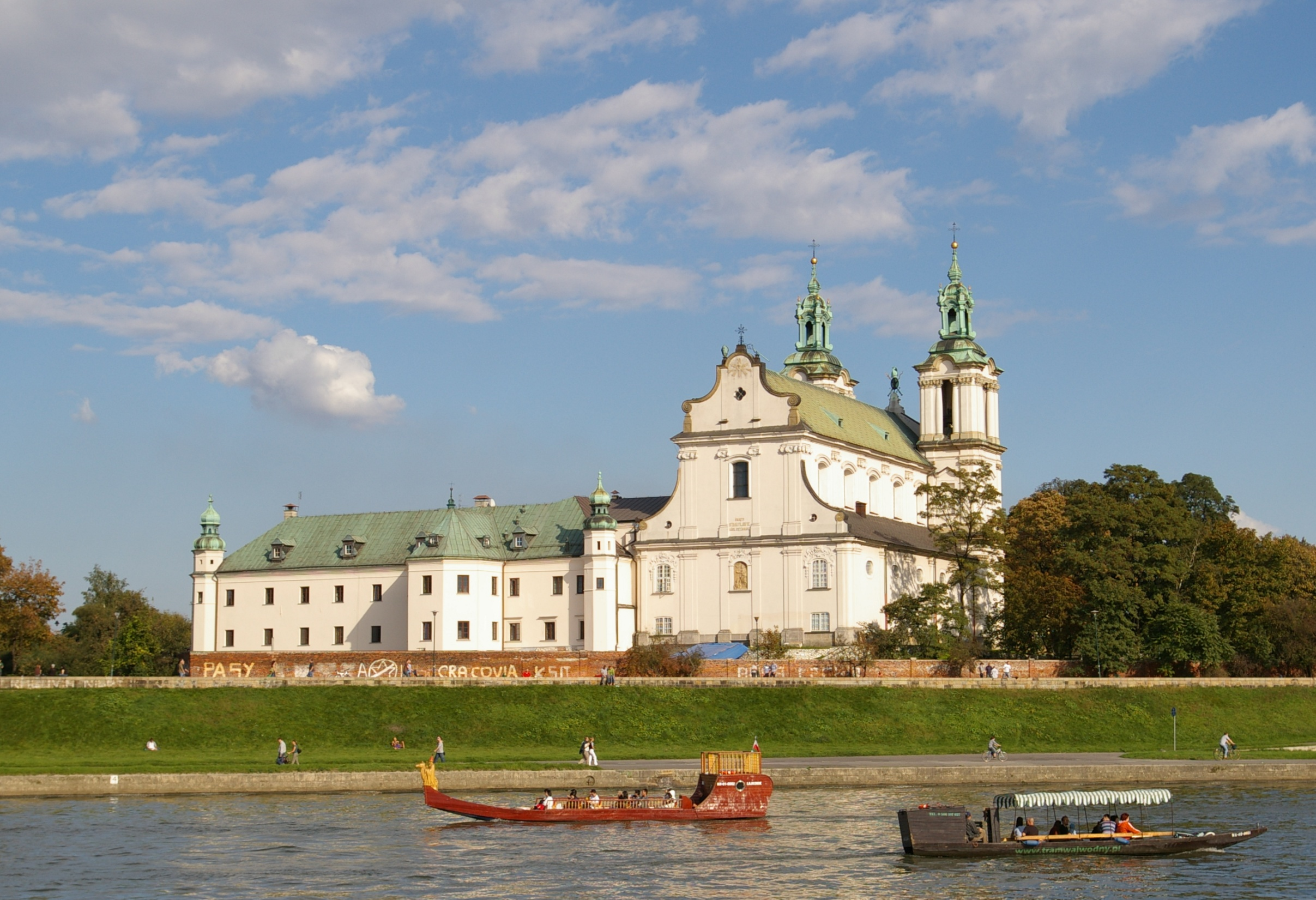
Костел на Скалці і водні трамваї

Протягом історії Кракова річка Вісла неодноразово змінювала своє русло. До XIII століття Вісла протікала як в даний час. У 1257 році, щоб наблизити Віслу до центру Кракова для використання її в оборонних цілях, між пагорбом, де сьогодні знаходиться Костел на Скалці та історичним районом Дембніки було споруджено загату, після чого виник рукав, що відокремлював Краків від Вісли. У 1335 році на цьому місці виник Казімєж. Головне русло Вісли стало протікати за Вавелем і було спрямоване на схід в русло річки Вільги вздовж сьогоднішніх парків під назвою Краківські Планти. Над цим рукавом Вісли був побудований неіснуючий нині Королівський міст в історичному районі Страдом і пізніше залізничний міст в районі Гжегужки. Цей рукав отримав назву «Стара Вісла».
У XIX столітті австрійська влада ухвалила рішення закопати Стару Віслу і повернути річку в її колишнє русло. Стара Вісла була закопана між 1878 і 1880 роками. На місці Старої Вісли були засновані парки Краківські планти і сьогоднішня алея Дашинського. У 1905—1909 роках русло Вісли повернулося в колишнє місце і в цей же час почалися гідротехнічні роботи по зміцненню її русла, які остаточно закінчилися в 1961 році спорудою водної греблі «Stopień Wodny Dąbie», яка була елементом гідротехнічного будівництва під найменуванням "Droga Wodna Górnej Wisły "(Водна дорога верхньої Вісли). Водна гребля «Stopień Wodny Dąbie» значно підняла рівень води Вісли у Кракові, що дозволило збагатити міський пейзаж і підвищити рекреаційну привабливість набережних.
У районі сучасного Червенського бульвару на місці нинішньої вулиці Реторика у Віслу впадала річка Рудава. Її русло було обмежено набережною в 1903—1912 роках.
У 1991 році бульвари Старого міста, Звежинця, Подгужа і Дембніков були адміністративно поділені на менші частини і їм були додані власні найменування (у такій послідовності від верхів'я річки):
- на лівому березі: Бульвар Родла, Червенський бульвар, Інфлянтський бульвар і Курляндський бульвар;
- на правому березі: Поліський бульвар, Волинський бульвар, Подільський бульвар і Бульвар над Рудавою.

6 квітня 2006 р. Вісленські бульвари стали об'єктом туристичного маршруту під назвою Краківський шлях техніки і велосипедного маршруту «Вісленські бульвари».
У 2009 році був організований туристичний маршрут на водному трамваї із зупинками на бульварі Родла (вулиця Фліцаська), Червенські бульвари (Дембницький міст), Інфлянтськи бульвари (вулиця Паулінська), Волинському бульварі (Грюнвальдський міст), Галерея «Казімєж» в районі Гжегужки, Котлярський міст в районі Заблоце, Канал каное-слалом і Тинецький монастир.
13 червня 2011 р. Віслинські бульвари були внесені до реєстру охоронюваних пам'яток Малопольського воєводства (№А-1260/M).

## Бульвари

### Лівий берег

#### Бульвар Родла
Бульвар Родла лежить на лівому березі Вісли в історичному районі Звежинець між гирлом річки Рудави і Дембницьким мостом. Бульвар являє собою в більшій своїй частині пологий трав'яний схил, що спускається до Вісли і відокремлюється від річкового потоку високою набережною, побудованою в 1905—1909 роках. Уздовж берега по Бульвару Родла проходить пішохідна доріжка. На його території знаходяться пристані спортивних клубів «AZS-AWF» і «Nadwiślan».

#### Червенський бульвар

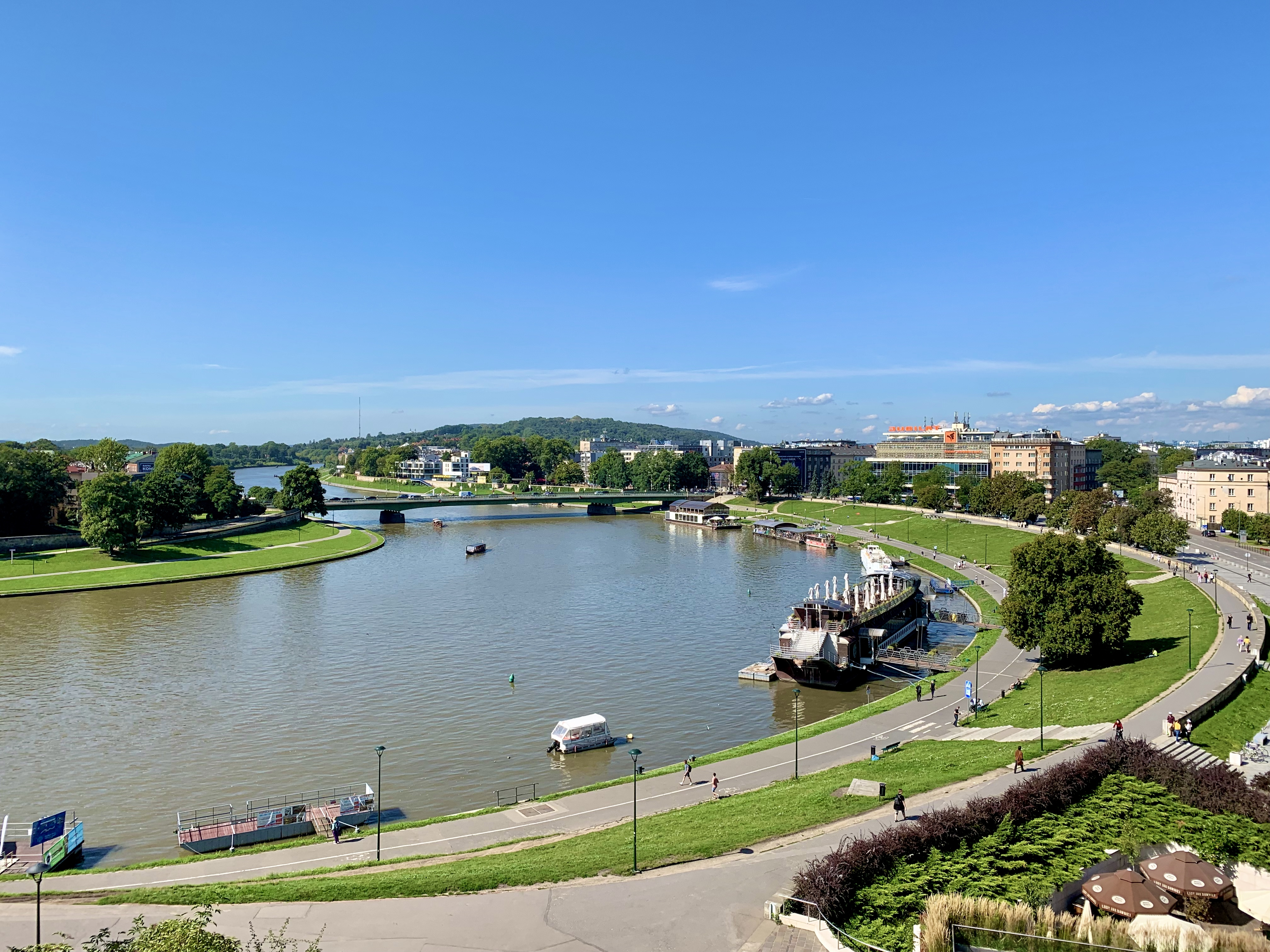
Червенський бульвар

Червенський бульвар розташований на лівому березі Вісли у центрі історичного району Старе місто між Дембницьким і Грюнвальським мостами. У середньовіччі на території бульвару містилася краківська дільниця Рибалки, в якій знаходилися пивоварні заводи і будинки рибалок. З 1644 р. тут діяла юридика Рибалки-Підзамче, яка припинила свою діяльність в 1801 році. Від цієї юридики сьогодні залишилася мощена вулиця Рибалки, що розташовується на південно-західній стороні Вавеля. У XVIII і XIX століття тут були сади і заміські будинки з характерними для Кракова дерев'яними будівлями. Зразком таких будинків, що є збереглися до нашого часу, є Тинецька халупа, яка знаходиться біля Тинецького монастиря. Ці споруди стали зникати з кінця XIX століття і остаточно були знесені в 1914 році.
На території Червенського бульвару знаходиться Вавель і три пам'ятники польського скульптора Броніслава Хромого, в тому числі скульптура Вавельського дракона і Пам'ятник псу Джоку. З 2008 року на Червенському бульварі знаходиться алея зірок. Набережна бульвару є місцем швартування яхт.
Червенський бульвар у зв'язку з близькістю Вавеля і Старого міста є одним з найпопулярніших серед місцевих жителів і туристів Вісленських бульварів. Щорічно на бульварі проводяться краківські народні гуляння під назвою «Вянкі».

#### Інфлянтський бульвар

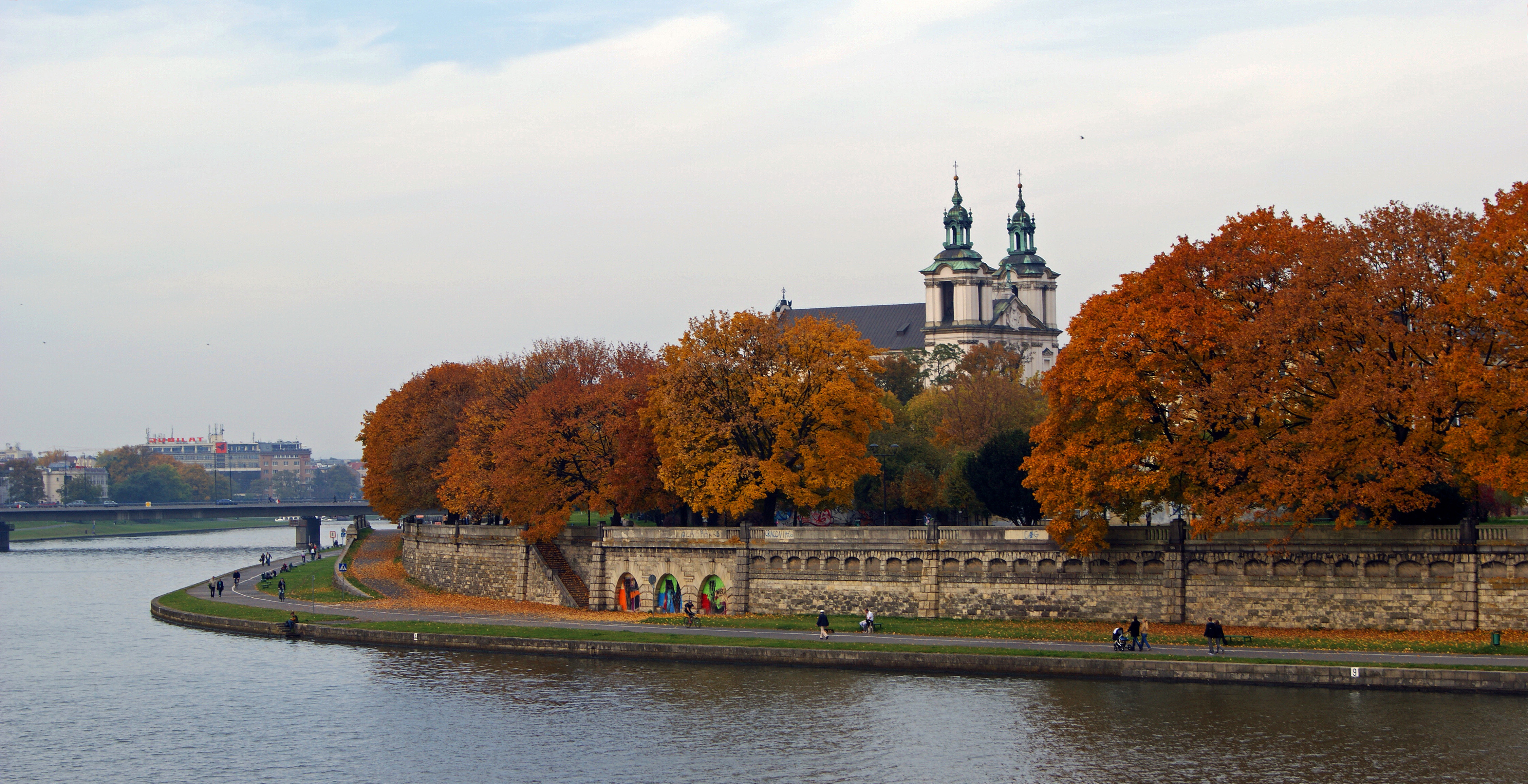
Інфлянтський бульвар

Інфлянтський бульвар лежить на лівому березі Вісли в історичному районі Старе місто між Грюнвальським мостом і мостом Юзефа Пілсудського. Інфлянтський бульвар на північній своїй стороні має пологий трав'яний спуск до річки і на південній частині обмежений набережною, побудованою в 1905—1909 роках.
На розширенні вулиці Скавінської раніше знаходився дерев'яний Скавінський міст, що з'єднував з населеними пунктами Скавіна і Мисленіце, що були на протилежному березі. У 1657 році цей міст був спалений шведами, після чого він не став відновлюватися і замість нього якийсь час використовувався пором.

#### Курляндський бульвар

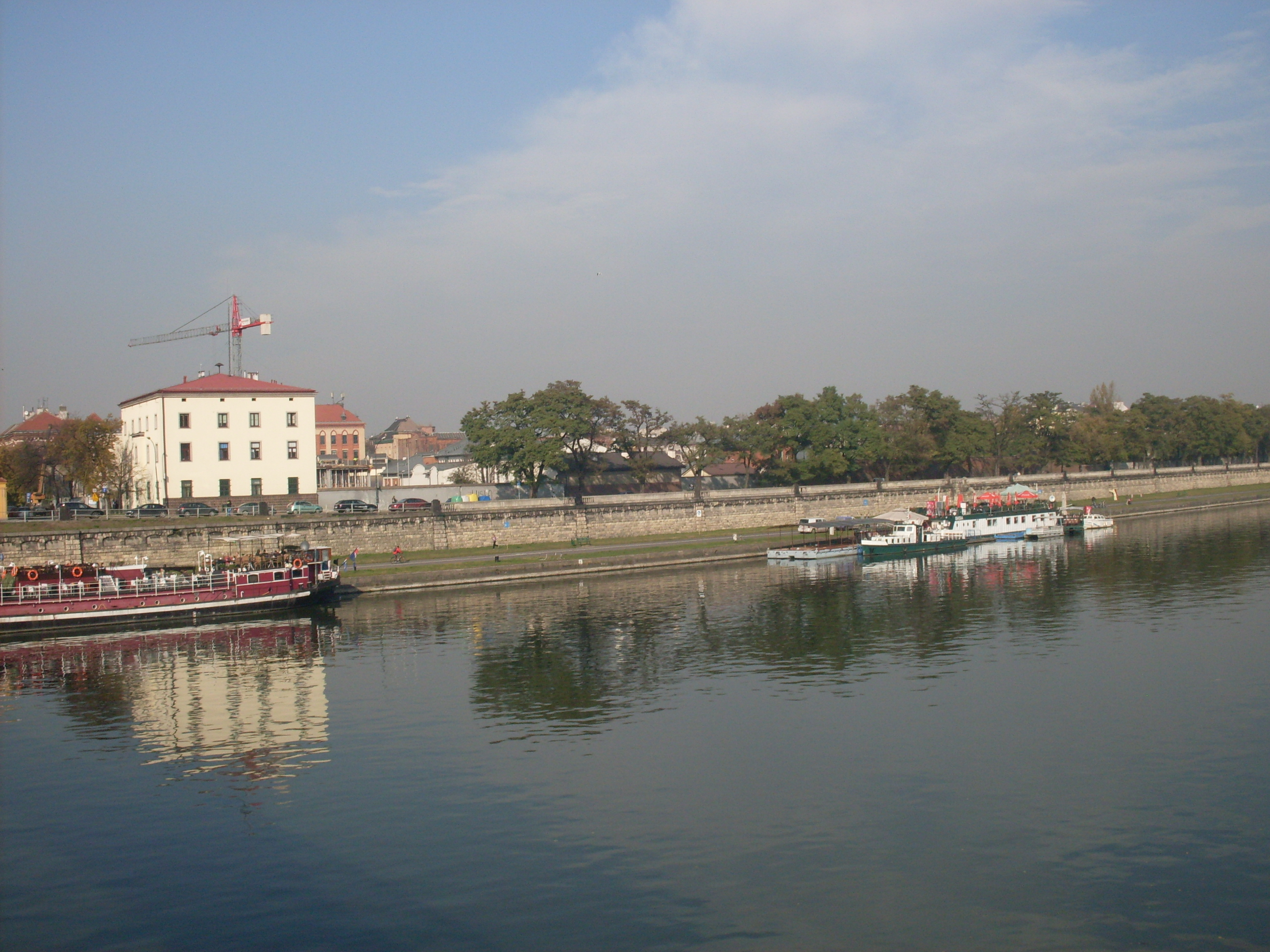
Курляндський бульвар

Курляндский бульвар міститься на лівому березі Вісли в історичному районі Старе місто між мостом Юзефа Пілсудського і залізничним мостом в районі Заблоче. На бульварі знаходиться Міст Сілезьких повстанців. На всьому протязі Курляндського бульвару є набережна, побудована в 1905—1909 роках. Набережна бульвару є місцем швартування яхт.
На місці Курляндського бульвару до 1925 року стояв Підгурський міст, який пов'язував лівий берег з територією сучасного Подільського бульвару. До теперішнього часу збереглися остови цього мосту на обох берегах Вісли. Над цими остовами колишнього Подгурського моста знаходиться пішохідний міст отця Бернатка.

### Правий берег

#### Поліський бульвар

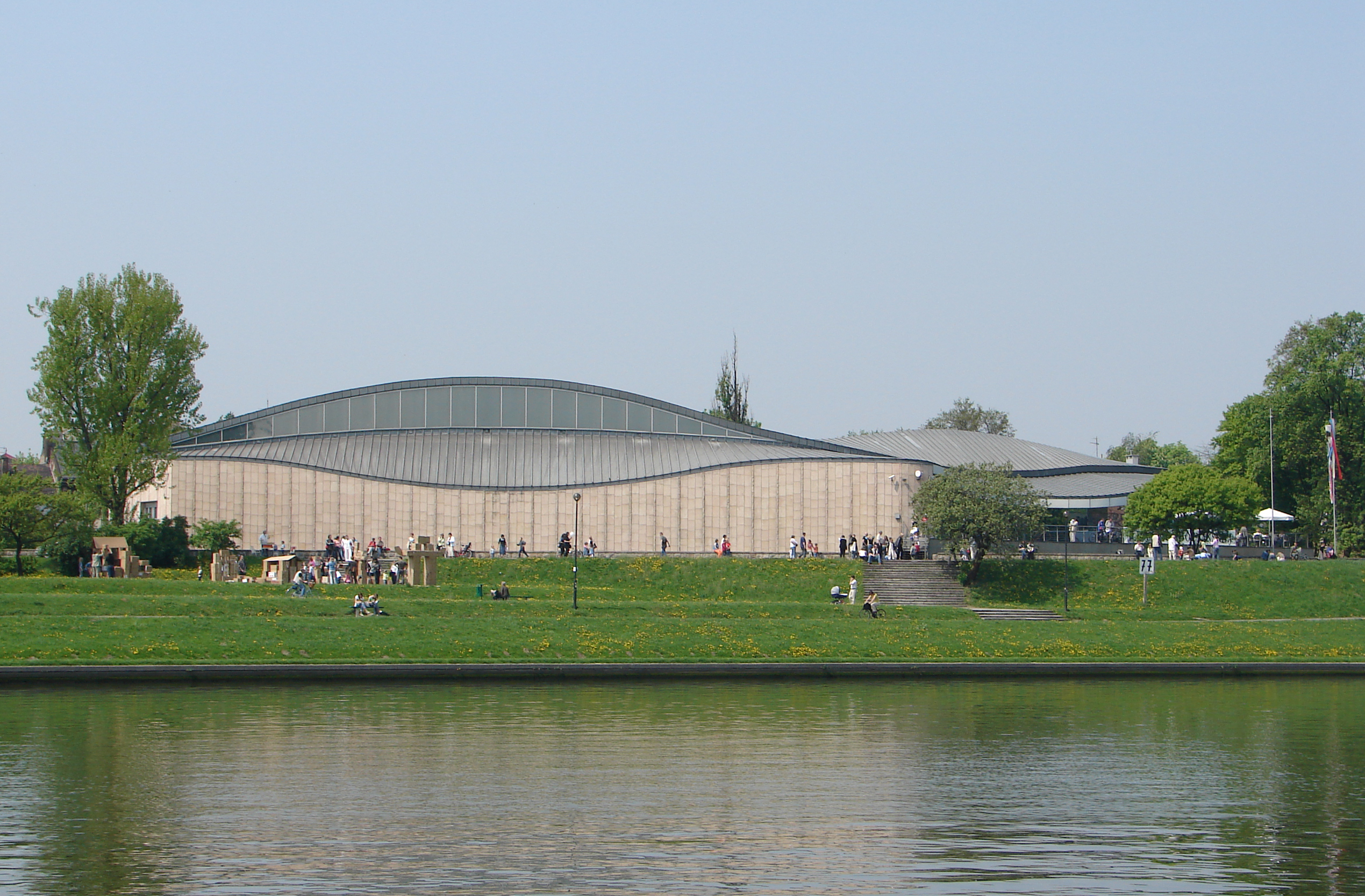
Подільський бульвар і музей Музей Манггха

Поліський бульвар розташовується на правому березі Вісли в історичному районі Дембники між Дембницьким і Грюнвальдським мостами. Бульвар в більшій своїй частині має пологий трав'яний спуск до Вісли. Завдяки річковій акумуляції на бульварі знаходиться єдине місце в Кракові, призначене для пляжу. В околицях сучасної вулиці Замковюї до 40-х років XX сторіччя берегова лінія глибоко врізалася у річище річки, утворюючи мис.
На бульварі недалеко від берега міститься музей Манггха. Поряд з протилежним Червенським бульваром Поліський бульвар має популярність серед місцевих жителів і туристів. Щорічно на цьому бульварі проводиться краківський звичай «Вянкі».

#### Волинський бульвар

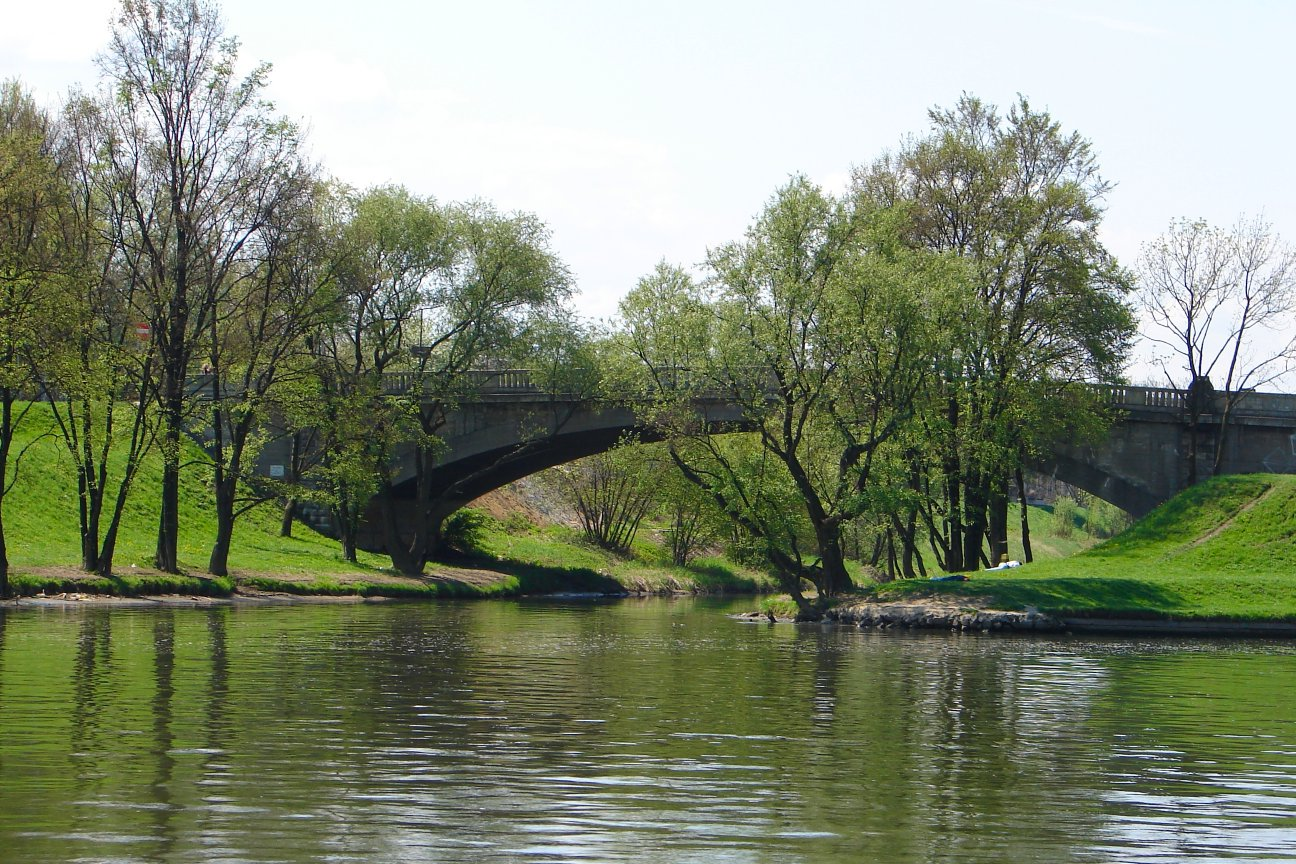
Гирло річки Вільги, що розділяє Волинський і Подільський бульвари

Волинський бульвар міститься на правому березі Вісли в історичному районі Подґуже (Краків) між Грюнвальським мостом і гирлом річки Вільги, яке створює півострів, що лежить між Подільським бульваром і Ретманівським мостом. Бульвар здебільшого має пологий трав'яний спуск до Вісли.
На півострові раніше знаходилося неіснуюче сьогодні відділення готелю «Форум». Щорічно на цьому місці протягом багатьох років наприкінці квітня-початку травня організовується Луна-парк з Нідерландів.

#### Подільський бульвар

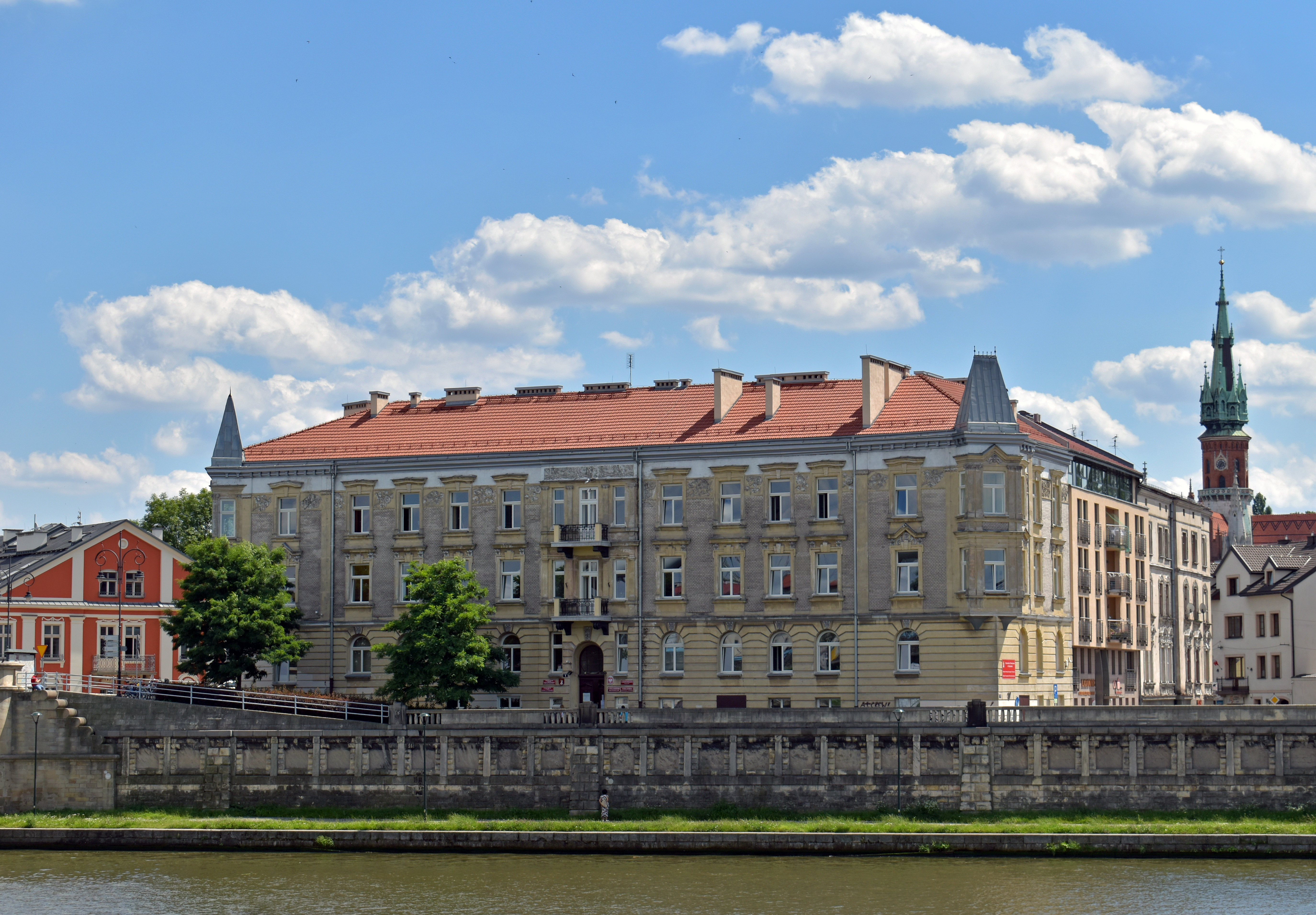
Будинок Олександровичів на Подільському бульварі

Подгурська електростанція, Подільський бульвар

Подільський бульвар розташовується на правому березі Вісли в історичному районі Подгуже між гирлом річки Вільги і залізничним мостом в районі Заблоце. На території цього бульвару знаходяться мости Юзефа Пілсудського і Сілезьких повстанців. На цьому бульварі до 1925 року був Підгурський міст, що з'єднував правий берег з протилежною берегом, де зараз знаходиться Курляндський бульвар. Тут також були Соляні склади, які зіграли значну роль в промисловій історії Кракова.
На місці сучасного Подільського бульвару до 1925 року був Підгурський міст, який зв'язував правий берег з територією сучасного Курляндського бульвару на лівому березі. До нинішнього часу збереглися остови цього мосту на обох берегах Вісли. Над цими остовами колишнього Подгурського моста знаходиться пішохідний міст отця Бернартка.
На бульварі знаходяться історично-архітектурні пам'ятки «Будинок Олександровичів» і Подгурська електростанція, побудована в 1900 році і яка є об'єктом туристичного маршруту «Краківський шлях техніки». В даний час в Підгурський електростанції знаходиться музейний комплекс, присвячений Тадеушу Кантору.

#### Бульвар над Рудавою
Бульвар знаходиться на обох берегах річки Рудави, яка впадає у Віслу на початку Бульвару Родла. Бульвар починається в районі Сальватор і йде вздовж Краківської луки до району Мидльники. На початку бульвару знаходяться асфальтовані пішохідні та велосипедні доріжки, згодом бульвар проходить через луки і зелену зону району Воля-Юстовська.

## Виноски
1. 1 2  Реєстр пам'яток
2. ↑  Narodowy Instytut Dziedzictwa: Rejestr zabytków nieruchomych — województwo małopolskie (PDF). Архів оригіналу (PDF) за 1 березня 2018. Процитовано 6 березня 2015.

## Ресурси Інтернету
- Інформація на сайті Музею міської інженерії (пол.)